# Расук, Виктор
Виктор Расук (англ. Victor Rasuk; 15 января 1984, Нью-Йорк) — американский актёр кино и сериалов, наиболее известный своей ролью в культовом для скейтбордистов фильме «Короли Догтауна» и в сериале «Как преуспеть в Америке».

## Биография и карьера
Родился в Гарлеме, Нью-Йорк, в семье доминиканцев. Расук был принят в школу исполнительского искусства ещё подростком и начал сниматься в сериалах в 14 лет.
Он получил свою первую роль в кино, сразу главную, в 16 лет в короткометражном фильме «Пять футов и выше». Фильм стал победителем фестиваля независимого кино Сандэнс в номинации «Короткометражный фильм», а в Каннах получил первый приз конкурса студенческих фильмов (Cinefondation). Два года спустя, режиссёр короткометражки, Питер Соллет, снял на её основе полнометражный фильм — «Юность Виктора Варгаса», где Расук вновь сыграл главную роль. Затем Виктор Расук сыграл в «Гавани», с Орландо Блумом в главной роли.
В 2005 году был снят фильм «Короли Догтауна». В нём Виктор исполняет роль Тони Альвы. В фильме было много сцен с трюками на сёрфинге и скейтборде. И хотя более сложные манёвры были выполнены каскадерами, Расук многие трюки исполнял самостоятельно.
Впоследствии, Расук сыграл крупные роли в картинах «Потерянные в Манхеттене», «Вояки», появился на вторых ролях в десятке картин.
Одну из главных ролей Виктор Расук сыграл в сериале «Как преуспеть в Америке».
У актёра есть один брат, Сильвестр, с которым он играл в фильме «Юность Виктора Варгаса».

## Фильмография
| Год       |     | Русское название                    | Оригинальное название             | Роль                    |
| --------- | --- | ----------------------------------- | --------------------------------- | ----------------------- |
| 1999      | ф   | Без изъяна                          | Flawless                          | соседский ребенок       |
| 2000      | кор | Пять футов и выше                   | Five Feet High and Rising         | Виктор                  |
| 2002      | ф   | Юность Виктора Варгаса              | Raising Victor Vargas             | Виктор Варгас           |
| 2002      | ф   |                                     | Rock Steady                       | Рок                     |
| 2003      | с   | Закон и порядок: Специальный корпус | Law & Order: Special Victims Unit | Леон Ардиллес           |
| 2004      | ф   | Гавань                              | Haven                             | Фриц                    |
| 2005      | ф   | Короли Догтауна                     | Lords of Dogtown                  | Тони Альва              |
| 2005      | с   | Закон и порядок: Суд присяжных      | Law & Order: Trial by Jury        | Луис Рамирес            |
| 2006      | ф   | Меня зовут Рид Фиш                  | I'm Reed Fish                     | Франк Кортес            |
| 2006      | кор |                                     | Emil                              |                         |
| 2006      | ф   | Бонневиль                           | Bonneville                        | Бо Дуглас               |
| 2007      | ф   | Потерянные в Манхэттене             | Adrift in Manhattan               | Саймон Колон            |
| 2007      | ф   | Почувствуй ритм                     | Feel the Noise                    | Хави                    |
| 2008      | ф   | Испытание                           | Spinning into Butter              | Патрик Чибас            |
| 2008      | ф   | Война по принуждению                | Stop-Loss                         | рядовой Рико Родригес   |
| 2008      | ф   | Че: Часть первая. Аргентинец        | Che                               | Рохелио Осеведо         |
| 2008—2009 | с   | Скорая помощь                       | ER                                | доктор Райан Санчес     |
| 2009      | ф   | Вояки                               | The War Boys                      | Грег                    |
| 2009      | ф   | Весёлая жизнь в Крэктауне           | Life Is Hot in Cracktown          | Мэнни                   |
| 2010—2011 | с   | Как добиться успеха в Америке       | How to Make It in America         | Кэмерон «Кэм» Кальдерон |
| 2010      | кор | Яблоки                              | Apples                            | Valet                   |
| 2012      | ф   | Быть Флинном                        | Being Flynn                       | Гэбриэл                 |
| 2012      | тф  | Главный                             | El Jefe                           | Альфонсо «Ал» Родригес  |
| 2013      | ф   | Джобс: Империя соблазна             | Jobs                              | Билл Фернандес          |
| 2013      | кор |                                     | A Bag Full of Money               | Расул                   |
| 2014      | ф   | Годзилла                            | Godzilla                          | сержант Т. Моралес      |
| 2014—2015 | с   | Сталкер                             | Stalker                           | детектив Бен Колдуэлл   |
| 2015      | ф   | Пятьдесят оттенков серого           | Fifty Shades of Grey              | Хосе Родригес           |
| 2017      | ф   | На пятьдесят оттенков темнее        | Fifty Shades Darker               | Хосе Родригес           |
| 2020      | с   | Пекарь и красавица                  | The Baker and the Beauty          | Даниэль Гарсия          |